# Erophila setulosa
Erophila setulosa là một loài thực vật có hoa trong họ Cải. Loài này được Boiss. & Blanche mô tả khoa học đầu tiên năm 1856.